# Discografia di Lee Perry
Discografia completa del produttore e cantante reggae giamaicano Lee Perry, comprende anche gli album con il suo gruppo, The Upsetters e le numerose raccolte di suoi pezzi o da lui prodotti per altri artisti e gruppi.

## Album in studio
Dischi prodotti da Lee Perry ed usciti a suo nome (Lee Scratch Perry o The Upsetter) o a nome del suo gruppo: gli Upsetters.
| Data | Artista                                                             | Titolo                                                         | Etichetta                                   | Periodo           | Note |
| ---- | ------------------------------------------------------------------- | -------------------------------------------------------------- | ------------------------------------------- | ----------------- | --- |
| 1969 | Various artists                                                     | The Upsetter                                                   | Trojan                                      |                   | Raccolta con brani degli Upsetters, Busty Brown e The Muskyteers; è stato ripubblicato da Trojan nel 2003 con 8 bonus tracks. |
| 1969 | The Upsetters                                                       | Return of Django                                               | Trojan                                      |                   | Ripubblicato nel 2003 con 8 bonus tracks. |
| 1970 | The Upsetters                                                       | Clint Eastwood                                                 | Pama                                        |                   | Uscito a nome Upsetters ma è una raccolta con brani di: Dave Barker, U Roy, Count Sticky, The Reggae Boys e The Bleechers. |
| 1970 | The Upsetters                                                       | Many Moods of the Upsetters                                    | Upsetter Records, Pama                      |                   | Contiene brani degli Upsetters, David Isaacs, Carl Dawkins e Pat Satchmo. |
| 1970 | The Upsetters                                                       | Scratch the Upsetter Again                                     | Trojan                                      |                   | Ripubblicato nel 2004 con l'aggiunta di 10 brani, alcuni dei quali inediti. |
| 1970 | The Upsetters                                                       | The Good, the Bad and the Upsetters                            | ?, Trojan Records, Cherry Red Records       |                   | Disco pubblicato in due versioni, differenti: la prima prodotta da Bruce White e Tony Cousins e pubblicata da Trojan e la seconda, pubblicata in pochissime copie e solo in Giamaica e prodotta da Lee Perry, ripubblicata da Cherry Red Records solo nel 2014.                                         |
| 1970 | The Upsetters                                                       | Eastwood Rides Again                                           | Trojan                                      |                   | |
| 1972 | Lee Perry (Various artists)                                         | Africa's Blood                                                 | Upsetter Records, Trojan/Sanctuary, Earmark |                   | Ripubblicato nel 1986 come parte del doppio CD/triplo LP The Upsetter Box Set (composto da: Africa's Blood, Double Seven e Rhythm Shower). |
| 1973 | Lee Scratch Perry & The Upsetters/Scratch the Upsetter              | Cloack and Dagger                                              | Rhino, Black Art, Trojan                    |                   | Ripubblicato nel 2004 come parte di Dub Triptych, un doppio CD contenente Blackboard Jungle Dub, Cloack & Dagger e Revolution Dub (del 1975). |
| 1973 | Various Artists                                                     | Rhythm Shower                                                  | Trojan                                      |                   | Ripubblicato nel 1986 come parte del doppio CD/triplo LP The Upsetter Box Set (composto da: Africa's Blood, Double Seven e Rhythm Shower). |
| 1973 | The Upsetters                                                       | Upsetters 14 Dub Blackboard Jungle (AKA Blackboard Jungle Dub) | Upsetter                                    | Periodo Black Ark | Ripubblicato nel 2004 come parte di Dub Triptych, un doppio CD contenente Blackboard Jungle Dub, Cloack & Dagger e Revolution Dub (del 1975). |
| 1974 | The Upsetters                                                       | Double Seven                                                   | Trojan                                      | Periodo Black Ark | Ripubblicato nel 1986 come parte del doppio CD/triplo LP The Upsetter Box Set (composto da: Africa's Blood, Double Seven e Rhythm Shower). |
| 1975 | Various Artists                                                     | DIP Presents the Upsetter                                      | DIP                                         | Periodo Black Ark | Collezione di produzioni di Lee Perry del periodo 1973-1975; raccoglie brani di The Upsetters, Sam Carty, King Burnett, Leo Graham, The Gaylads, The Silvertones, Linval Spencer. |
| 1975 | Lee Perry & The Upsetters                                           | Musical Bones                                                  | DIP, Justice League                         | Periodo Black Ark | Ripubblicato nel 2005 su Dubstrumentals, un doppio CD contenente Kung Fu Meets the Dragon, Return of Wax e Musical Bones. |
| 1975 | Lee Perry & The Upsetters                                           | Return of Wax                                                  | DIP, Justice League                         | Periodo Black Ark | Ripubblicato nel 2005 su Dubstrumentals, un doppio CD contenente Kung Fu Meets the Dragon, Return of Wax e Musical Bones. |
| 1975 | The Mighty Upsetter (Lee Perry)                                     | Kung Fu Meets the Dragon                                       | DIP, Justice League                         | Periodo Black Ark | Ripubblicato nel 2005 su Dubstrumentals, un doppio CD contenente Kung Fu Meets the Dragon, Return of Wax e Musical Bones. |
| 1975 | Lee Perry & The Upsetters                                           | Revolution Dub                                                 | Cactus                                      | Periodo Black Ark | Ripubblicato nel 2004 come parte di Dub Triptych, un doppio CD contenente Blackboard Jungle Dub, Cloack & Dagger e Revolution Dub (del 1975). |
| 1976 | The Upsetters                                                       | Super Ape                                                      | Upsetter, Island                            | Periodo Black Ark | Pubblicato nel dalla Island Records in tutto il mondo e dalla Upsetter Records in Giamaica (con il titolo Scratch, the Super Ape); ripubblicato da Trojan nel 2007 come parte del doppio CD/triplo LP Ape-ology (composto da Super Ape, Return of the Super Ape e Roast Fish Collie Weed & Corn Bread). |
| 1977 | Lee Perry                                                           | Roast Fish Collie Weed & Corn Bread                            | Upsetter, Lions of Judah, VP Records        | Periodo Black Ark | Ripubblicato da Trojan nel 2007 come parte del doppio CD/triplo LP Ape-ology (composto da Super Ape, Return of the Super Ape e Roast Fish Collie Weed & Corn Bread). |
| 1978 | The Upsetters                                                       | Return of the Super Ape                                        | Upsetter, Lions of Judah                    | Periodo Black Ark | Ripubblicato da Trojan nel 2007 come parte del doppio CD/triplo LP Ape-ology (composto da Super Ape, Return of the Super Ape e Roast Fish Collie Weed & Corn Bread). |
| 1980 | Lee "Scratch" Perry                                                 | The Return of Pipecock Jackxon                                 | Black Star Liner                            |                   | Primo disco di Lee Perry dopo la distruzione dei Black Ark studios, quando si faceva chiamare Pipecock Jackxon. |
| 1982 | Lee Perry & The Majestics                                           | Mystic Miracle Star                                            | Heartbeat                                   |                   | |
| 1984 | Lee "Scratch" Perry                                                 | History, Mystery & Prophecy                                    | Lion of Judah, Island                       |                   | |
| 1987 | Lee "Scratch" Perry & Dub Syndicate                                 | Time Boom X De Devil Dead                                      | On-U Sound                                  |                   | Disco prodotto da Lee Perry e Adrian Sherwood. Backing band: Dub Syndicate |
| 1989 | Lee "Scratch" Perry                                                 | Battle of Armagideon (Millionaire Liquidator)                  | Trojan                                      |                   | |
| 1989 | Lee "Scratch" Perry                                                 | Chicken Scratch                                                | Heartbeat                                   |                   | Raccolta dei primi brani incisi da Lee Perry come cantante nel periodo 1963-1966, prodotti da Coxsone Dodd a Studio One (il disco è stato ripubblicato in edizione deluxe nel 2008) |
| 1990 | Lee "Scratch" Perry                                                 | From The Secret Laboratory                                     | Mango Records, On-U Sound                   |                   | Disco prodotto da Lee Perry e Adrian Sherwood. Backing band: Dub Syndicate e Roots Radics |
| 1990 | Lee "Scratch" Perry & Mad Professor                                 | Mystic Warrior                                                 | Ariwa                                       |                   | Disco prodotto da Lee Perry e Mad Professor |
| 1991 | Lee "Scratch" Perry                                                 | Lord God Muzik                                                 | Heartbeat                                   |                   | Prodotto da Lee Perry e Niney The Observer |
| 1992 | Lee "Scratch" Perry                                                 | Soundzs from the Hotline                                       | Heartbeat                                   |                   | |
| 1992 | Lee "Scratch" Perry                                                 | The Upsetter and The Beat                                      | Heartbeat                                   |                   | Prodotto da Coxsone Dodd. Registrazioni della fine degli anni '80 su vecchi ritmi Studio One. |
| 2000 | Lee "Scratch" Perry                                                 | On the Wire                                                    | Trojan                                      |                   | |
| 2000 | Lee "Scratch" Perry                                                 | Son of Thunder                                                 | Snapper                                     |                   | Doppio CD con brani degli anni 60 e 70 |
| 2002 | Lee "Scratch" Perry                                                 | Jamaican E.T.                                                  | Trojan                                      |                   | Prodotto da Lee Perry e Roger Lomas. Il disco ha vinto il Grammy Award per il miglior reggae album nel 2003 |
| 2004 | Lee "Scratch" Perry & The White Belly Rats                          | Panic in Babylon                                               | Damp Music                                  |                   | Prodotto da P. Brunkow & DJ Startrek |
| 2005 | Lee "Scratch" Perry                                                 | Alien Starman                                                  | Snapper, Secret Records                     |                   | Prodotto da Lee Perry e Roger Lomas |
| 2007 | Lee "Scratch" Perry                                                 | The End of an American Dream                                   | Megawave                                    |                   | Prodotto da John Saxon |
| 2008 | Lee "Scratch" Perry                                                 | Repentance                                                     | Lions Gate, Narnack                         |                   | Prodotto da Lee Perry e Andrew W.K. |
| 2008 | Lee "Scratch" Perry                                                 | Scratch Came Scratch Saw Scratch Conquered                     | Megawave                                    |                   | Prodotto da Lee Perry e John Saxon |
| 2008 | Lee "Scratch" Perry                                                 | The Mighty Upsetter                                            | On-U Sound                                  |                   | Prodotto da Lee Perry e Adrian Sherwood |
| 2009 | Dubblestandart, Lee "Scratch" Perry & Ari Up                        | Return from Planet Dub                                         | collision Cause                             |                   | Prodotto da Paul Zasky e Robbie Ost |
| 2012 | Lee "Scratch" Perry & Easy Riddim Maker (AKA Olivier Gangloff, ERM) | Humanicity                                                     | ERM                                         |                   | Prodotto da Olivier Gangloff e Romain Ferrey |
| 2012 | The Orb featuring Lee "Scratch" Perry                               | The Orbserver In The Star House                                | Cooking Vinyl                               |                   | Prodotto da Thomas Fehlmann |
| 2013 | The Orb featuring Lee "Scratch" Perry                               | More Tales From The Orbservatory                               | Cooking Vinyl                               |                   | Prodotto da Thomas Fehlmann |
| 2013 | The Orb featuring Lee "Scratch" Perry                               | Orbserving The Star House In Dub                               | The End Records                             |                   | Uscito solo in versione digitale |
| 2014 | Lee "Scratch" Perry                                                 | Back On The Controls                                           | Rolling Lion Studio, Upsetter               |                   | Prodotto da Daniel Boyle e Lee Perry |
| 2014 | Lee "Scratch" Perry VS Robo Bass HiFi VS Dubblestandart             | Nu School Of Planet Dub                                        | Echo Beach                                  |                   | Album composto da "versioni" dei brani del disco del 2009 "Return From Planet Dub", a cura di Markus Kamman AKA Robo Bass HiFi |
| 2015 | Lee "Scratch" Perry & Pura Vida                                     | The Super Ape Strikes Again                                    | Lost Ark Music                              |                   | Lee Perry appare alla voce, ai cori e alle percussioni |
| 2016 | Lee "Scratch" Perry & Mad Professor                                 | Black Ark Classic                                              | Ariwa                                       |                   | Prodotto e mixato da Mad Professor e Lee Perry. Pubblicato in occasione dell'80º compleanno di Lee Perry. I brani sono versione ri-arrangiate e risuonate di vecchi classici di Perry del periodo Black Ark                                                                                             |
| 2016 | Lee "Scratch" Perry & Mad Professor & The Robotiks                  | Black Ark Classic In Dub                                       | Ariwa                                       |                   | Prodotto e mixato da Mad Professor e Lee Perry. I brani sono versione ri-arrangiate e risuonate di vecchi classici di Perry del periodo Black Ark |
| 2017 | Lee "Scratch" Perry & Subatomic Sound System                        | Super Ape Returns To Conquer                                   | Subatomic Sound                             |                   | Prodotto da Emch e Lee Perry |
| 2018 | Lee "Scratch" Perry                                                 | The Black Album                                                | Upsetter                                    |                   | Prodotto da Daniel Boyle |
| 2019 | Lee "Scratch" Perry (£ee $cratch Perry)                             | Rainford                                                       | On-U Sound                                  |                   | Prodotto da Adrian Sherwood e Lee Perry |
| 2019 | Lee "Scratch" Perry (£ee $cratch Perry)                             | Heavy Rain                                                     | On-U Sound                                  |                   | Prodotto da Adrian Sherwood e Lee Perry |
| 2020 | Lee "Scratch" Perry meets Daniel Boyle                              | To Drive The Dub Starship Through The Horror Zone              | Upsetter                                    |                   | Prodotto da Daniel Boyle e Lee Perry |

## Dischi prodotti da Lee Perry
Dischi prodotti da Lee Perry per altri artisti o gruppi

### EP
| Data | Artista         | Titolo                            | Etichetta | Note                                    |
| ---- | --------------- | --------------------------------- | --------- | --------------------------------------- |
| 1978 | Full Experience | Aura Meets Lee Perry At Black Ark | Blue Moon | Registrato negli studi Black Ark (Info) |

### Album
| Data          | Artista                                              | Titolo                                      | Etichetta                        | Note |
| ------------- | ---------------------------------------------------- | ------------------------------------------- | -------------------------------- | --- |
| 1970          | Bob Marley & The Wailers                             | Soul Rebels                                 | Trojan Records, Upsetter Records | Ripubblicato nel 2002 da Trojan Records con 10 bonus track |
| 1970          | Dave Barker                                          | Prisoner of love                            | Trojan Records                   | Ripubblicato nel 2006 con 13 bonus track |
| 1971          | Bob Marley & The Wailers                             | Soul Revolution                             | Upsetter Records, Maroon         | Informazioni |
| 1971          | Bob Marley & The Wailers                             | Soul Revolution Part II                     | Upsetter Records, Trojan Records | Informazioni |
| 1972          | Junior Byles                                         | Beat down Babylon                           | Trojan Records, Dynamic Sounds   | Informazioni |
| 1973          | Bob Marley & The Wailers                             | African Herbsman                            | Trojan Records                   | Ripubblicato nel 2003 con 10 bonus track |
| 1973          | The Silvertones                                      | Silver bullets                              | Trojan Records, Black Art        | Informazioni |
| 1975          | Bunny Scott (AKA Bunny Rugs)                         | To love somebody                            | Klik, Tabou                      | Informazioni |
| 1976          | George Faith                                         | Super eight (AKA To be a lover)             | Black Art, Island Records        | Registrato negli studi Black Ark e pubblicato sempre nel 1977 da Island Records con il titolo To Be A Lover; ripubblicato nel 2012 da Trojan Records con il titolo Super eight                      |
| 1976          | Jah Lion (AKA Jah Lloyd)                             | Colombia Colly                              | Island Records, Upsetter Records | Registrato negli studi Black Ark |
| 1976          | Lion Zion                                            | Reggae in America                           | House Of Natty                   | Informazioni |
| 1976          | Martha Velez                                         | Escape from Babylon                         | Sire                             | Informazioni |
| 1976          | Max Romeo                                            | War ina Babylon                             | Island Records, Federal          | Registrato negli studi Black Ark |
| 1976          | Prince Jazzbo                                        | Natty passing thru (AKA Ital corner)        | Black Wax                        | Registrato negli studi Black Ark |
| 1976          | Susan Cadogan                                        | Susan Cadogan                               | Trojan Records                   | Ripubblicato nel 1995 e nel 2003 con il titolo Hurt So Good e con 9 bonus track |
| 1977          | Junior Murvin                                        | Police and thieves                          | Island Records, Upsetter Records | Registrato negli studi Black Ark |
| 1977          | The Heptones                                         | Party time                                  | Island Records                   | Registrato negli studi Black Ark (Info) |
| 1977          | The Congos                                           | Heart of the Congos                         | Black Art                        | Registrato negli studi Black Ark; ripubblicato da Blood and Fire nel 1996 in versione deluxe: nella versione su CD, al disco originale viene aggiunto un mini-CD con le cinque versioni alternative |
| 1978          | The Jolly Brothers                                   | Conscious man                               | Seven Leaves                     | Registrato negli studi Black Ark nel 1978, è stato pubblicato nel 1993 |
| 1979          | Ras Michael & The Sons Of Negus                      | Love thy neighbour                          | Jah Life                         | Informazioni |
| 1979          | Seke Molenga & Kalo Kawongolo with Lee Scratch Perry | From the heart of the Congo                 | Sonafric                         | Ripubblicato da Trojan Records nel 2006 con 3 bonus track |
| anni settanta | Earl Sixteen                                         | Phoenix of peace                            | Seven Leaves                     | Pubblicato nel 1993 |
| anni settanta | Candy McKenzie                                       | Lee 'Scratch' Perry Presents Candy McKenzie | Trojan Records                   | Pubblicato nel 2011 raccoglie materiale inedito registrato negli anni 70 negli studi Black Ark |

## Raccolte
Raccolte con brani di Lee "Scratch" Perry o prodotti da lui.
Si tratta in larga parte di materiale pubblicato (o ripubblicato) molti anni dopo la prima uscita discografica, dopo la riscoperta internazionale del roots reggae e del dub.
In alcuni casi sono stati ripubblicate le versioni originali dei dischi (con i brani provenienti direttamente dai master tapes).
| Data | Artista                                      | Titolo                                                                                     | Etichetta           | Periodo    | Note |
| ---- | -------------------------------------------- | ------------------------------------------------------------------------------------------ | ------------------- | ---------- | --- |
| 1982 | Lee "Scratch" Perry (Various Artists)        | Heart of the Ark                                                                           | Seven Leaves        | 1973-1978  | Brani del periodo Black Ark. |
| 1982 | Lee "Scratch" Perry (Various Artists)        | Heart of the Ark Vol. 2                                                                    | Seven Leaves        | 1973-1978  | Brani del periodo Black Ark. |
| 1983 | Lee Perry                                    | Megaton Dub                                                                                | Seven Leaves        | 1973-1978  | Versioni dub di brani del periodo Black Ark. |
| 1984 | Lee Perry                                    | Megaton Dub Vol. 2                                                                         | Seven Leaves        | 1973-1978  | Versioni dub di brani del periodo Black Ark. |
| 1988 | Lee "Scratch" Perry, The Upsetters & friends | The Upsetter Compact Set                                                                   | Trojan Records      |            | Doppio CD contenente i tre album Africa's Blood, Double Seven e Rhythm Shower (qui pubblicato per la prima volta). |
| 1988 | Lee Perry & friends                          | Give Me Power                                                                              | Trojan Records      | 1969-1973  | Produzioni pre-Black Ark. |
| 1988 | Lee Perry & friends                          | Shocks of Mighty                                                                           | Attack Records      | 1969-1974  | Raccolta di canzoni prodotte prima e all'inizio del periodo Black Ark. |
| 1989 | Lee Perry                                    | Chicken Scratch                                                                            | Heartbeat           | 1963-1966  | Canzoni prodotte da Coxsone Dodd; disco ripubblicato nel 2008. |
| 1985 | Lee Scratch Perry & Various Artists          | Reggae Greats                                                                              | Island Records      | 1976-1979  | |
| 1989 | Lee Perry (Various Artists)                  | Excaliburman                                                                               | Seven Leaves        |            | Raccolta di brani Black Ark e pre-Black Ark. |
| 1989 | Various Artists                              | Open the Gate                                                                              | Trojan Records      | 1973-1978  | Brani del periodo Black Ark. |
| 1980 | Various Artists                              | The Upsetter Collection                                                                    | Trojan Records      | 1969-1973  | Disco ripubblicato nel 1988. |
| 1990 | The Upsetters with Lee Perry & friends       | Build the Ark                                                                              | Trojan Records      | 1973-1978  | Doppio CD, con brani del periodo Black Ark. |
| 1990 | Various Artists                              | Scratch Attack!                                                                            | RAS                 | 1970-1976  | Doppio CD composto dagli album Scratch and Company Chapter 1 e Blackboard Jungle Dub. |
| 1990 | Various Artists                              | Out Of Many, The Upsetter                                                                  | Trojan Records      | 1970-1986  | |
| 1990 | Lee Perry & friends                          | Public Jestering                                                                           | Attack Records      | 1972-1976  | |
| 1992 | Lee Perry                                    | Soundz From The Hotline                                                                    | Heartbeat           | 1976-1979  | |
| 1994 | Various Artists                              | People Funny Boy                                                                           | Trojan Records      | 1968-1970  | |
| 1995 | Lee Perry (Various Artists)                  | Larks from the Ark                                                                         | Nectar              | 1973-1978  | Brani del periodo Black Ark. |
| 1995 | Various Artists                              | The Upsetters A Go Go                                                                      | Heartbeat           | 1969-1973  | |
| 1996 | Various Artists                              | Words Of My Mouth                                                                          | Trojan Records      | 1973-1975  | |
| 1996 | Various Artists                              | Voodooism                                                                                  | Pressure Sounds     | 1973-1978  | Brani del periodo Black Ark. |
| 1996 | Various Artists                              | Black Arkives                                                                              | Justice League      | 1973-1975  | Raccolta basata più o meno sull'album del 1975 DIP Presents the Upsetter. |
| 1996 | Various Artists                              | Rastafari Liveth in the Heart of Everyone Itinually                                        | Justice League      | 1974-1979  | |
| 1997 | Various Artists                              | Arkology                                                                                   | Island Records      | 1976-1979  | Triplo CD composto da pezzi registrati agli studi Black Ark. |
| 1997 | Various Artists                              | Upsetter In Dub                                                                            | Heartbeat           | 1974-1979  | Primo volume della serie Upsetter Shop della Heartbeat. |
| 1998 | Various Artists                              | Complete UK Upsetter Singles Collection (Voll. 1-4)                                        | Trojan Records      | 1969-1973  | Quattro doppi CD contenenti produzioni "pre-Black Ark" Vol. 1: 1969; Vol.2: 1970; Vol. 3: 1970-1971; Vol. 4: 1971-1973 Collezione di tutti i singoli su 7 pollici pubblicati su etichetta Upsetter Records (UK) tra il 1969 e il 1973.          |
| 1998 | Various Artists                              | Dry Acid (Lee Perry Productions 1968 to 1969)                                              | Trojan Records      | 1968-1969  | |
| 1998 | Various Artists                              | Produced and Directed By The Upsetter                                                      | Pressure Sounds     | 1974-1977  | Brani del periodo Black Ark. |
| 1998 | Various Artists                              | Lost Treasures of The Ark                                                                  | Jet Star            | 1969-1978  | |
| 1999 | Various Artists                              | Upsetter Shop Vol. 2 1969-1973                                                             | Heartbeat           | 1969-1973  | Secondo volume della serie Upsetter Shop della Heartbeat. |
| 1999 | Lee Perry & The Upsetters                    | Rude Walking                                                                               | Orange Street       | 1969-1974  | |
| 1999 | Lee Perry & Friends                          | Chapter 2: Of "Words"                                                                      | Trojan Records      | 1972-1973  | |
| 2000 | Lee Perry                                    | Essential Madness From The Scratch Files                                                   | Metro               | anni 60-70 | |
| 2000 | Lee Perry                                    | Jungle Lion                                                                                | Music Club          |            | |
| 2000 | Lee Perry & Various Artists                  | Enter the Ark                                                                              | Ascension Records   | anni 70    | Raccolta di rarità Black Ark. |
| 2000 | Lee Perry & Friends                          | Chapter 3: Live As One                                                                     | Trojan Records      | 1970-76    | |
| 2000 | Bob Marley & The Wailers                     | The Complete Upsetter Collection                                                           | Trojan Records      | anni 70    | 6 CD contenenti quasi tutte le canzoni che Lee "Scratch" Perry e Bob Marley hanno registrato insieme. |
| 2001 | Various Artists                              | Born In The Sky                                                                            | Motion Records      | 1969-1975  | Raccolta di rarità della fine degli anni 60 più alcune tracce Black Ark: sono tutti brani mai apparsi su compilation prima. |
| 2001 | Lee Perry                                    | Skanking with the Upsetter. Rare Dubs 1971-1974                                            | Jamaican Recordings | 1971-1974  | Album dubbio. |
| 2001 | Various Artists                              | Divine Madness... Definitely                                                               | Pressure Sounds     | 1974-1977  | Doppio CD con materiale del periodo Black Ark. Il Disco 2 contiene un'intervista di 26 minuti fatta a Lee Perry da Steve Barker e Roger Eagle per BBC Radio Lancashire.                                                                         |
| 2002 | Lee Perry                                    | Baffling Smoke Signal                                                                      | Heartbeat           | 1976-1978  | Terzo volume della serie Upsetter Shop della Heartbeat. |
| 2002 | Various Artists                              | Wonderman Years                                                                            | Trojan Records      | 1971-1976  | Doppio CD collezione di singoli originariamente pubblicati su etichetta Justice League. |
| 2002 | Various Artists                              | Trojan Upsetter Box Set                                                                    | Trojan Records      | anni 60-80 | Triplo CD. |
| 2002 | Lee Perry & Friends                          | A Live Injection: Anthology 1968 to 1979                                                   | Trojan Records      | 1968-1979  | Doppio CD. |
| 2003 | Lee "Scratch" Perry                          | Cutting Razor. Rare cuts from the Black Ark                                                | Heartbeat           | 1974-1980  | Raccolta di rarità Black Ark. |
| 2004 | Lee Perry                                    | Dub Triptych                                                                               | Trojan Records      | 1973-1975  | Doppio CD contenente tre album originali del periodo 1973-1975: Cloak and Dagger, Blackboard Jungle Dub e Revolution Dub. |
| 2005 | Lee Perry                                    | Dubstrumentals                                                                             | Trojan Records      | 1975-1976  | Doppio CD contenente tre album originali del periodo 1975-1976: Kung Fu Meets the Dragon, Return of Wax e Musical Bones. |
| 2005 | Lee Perry                                    | Essential Lee Perry: The Ultimate Upsetter                                                 | Metro               | anni 60-70 | Doppio CD. |
| 2005 | Lee Scratch Perry & Various Artists          | I Am The Upsetter (The Story Of The Lee "Scratch" Perry Golden Years)                      | Trojan Records      | 1968-1978  | Quadruplo CD. |
| 2007 | Various Artists                              | The Upsetter Selection - A Lee Perry Jukebox                                               | Trojan Records      |            | Doppio CD che ripercorre tutta la carriera di Perry. La particolarità di questa raccolta è che tutti i brani qui inclusi sono stati selezionati personalmente da Lee Perry.                                                                     |
| 2007 | Lee Perry & The Upsetters                    | Ape-Ology                                                                                  | Trojan Records      | 1976-1978  | Doppio CD: contiene 3 LP: Scratch The Super Ape (la versione originale giamaicana di Super Ape), Roast Fish Collie Weed & Corn Bread e Return of the Super Ape.                                                                                 |
| 2008 | Lee Scratch Perry                            | Collectorama. The Upsetter from the Black Ark                                              | Jahslams            | Anni 70    | |
| 2008 | Lee Scratch Perry                            | Babylon A Fall. The Best Of Lee Perry                                                      | Trojan Records      |            | Doppio CD. |
| 2010 | Lee Perry & The Upsetters                    | Sound System Scratch. Lee Perry's Dub Plate Mixes 1973 to 1979                             | Pressure Sounds     | 1973-1979  | CD (o doppio LP) con 19 Black Ark dubplate degli anni 1973-1979; contiene brani degli Upsetters, Augustus Pablo, Winston Wright, Junior Murvin e altri.                                                                                         |
| 2010 | Lee Scratch Perry & Friends                  | Sipple Out Deh: The Black Ark Years. The Jamaican 7"s                                      | Trojan Records      | 1974-1978  | Doppio CD che raccoglie singoli registrati agli studi Black Ark tra il 1974 e il 1978. |
| 2011 | Lee Perry                                    | Reggae Genius: 20 Upsetter Classics                                                        | Trojan Records      |            | Raccolta di 20 brani, più o meno noti, provenienti dai cataloghi Trojan e Island, prodotti da Perry negli anni 70 per vari artisti (Susan Cadogan, Junior Murvin, Bob Marley & The Wailers, Max Romeo, The Heptones, Junior Byles, The Congos). |
| 2011 | Lee Perry & Various Artists                  | The Return of Sound System Scratch. More Lee Perry dub plate mixes & rarities 1973 to 1979 | Pressure Sounds     | 1973-1979  | CD (o doppio LP) con 18 dubplate e strumentali del periodo Black Ark; contiene brani degli Upsetters, George Faith, Jimmy Riley, The Silvertones e altri.                                                                                       |
| 2012 | Lee Perry & The Upsetters                    | High Plains Drifter. Jamaican 45's 1968-1973                                               | Pressure Sounds     | 1968-1973  | CD (o doppio LP) con 20 brani del periodo pre-Black Ark pubblicati come singoli solo in Giamaica; contiene brani degli Upsetters, Val Bennett, The Bleechers, The Silvertones, The Ethiopians e altri.                                          |
| 2012 | Lee Scratch Perry & Friends                  | Disco Devil. The Jamaican Discomixes                                                       | Trojan Records      | 1976-1980  | Doppio CD con 18 brani del periodo 1976-1980 pubblicati come discomix in Giamaica; contiene brani di Junior Murvin, Max Romeo, The Congos, Doctor Alimantado e altri.                                                                           |
| 2012 | Lee Perry & The Sufferers                    | The Sound Doctor. Black Ark Singles and Dub Plates 1972-1978                               | Pressure Sounds     | 1972-1978  | CD con 24 brani rari registrati negli studi Black Ark e Randy's mai pubblicati in precedenza su CD; contiene brani di Junior Byles, U Roy, The Upsetters e altri.                                                                               |
| 2013 | Lee Perry & The Upsetters                    | Roaring Lion. 16 untamed Black Art masters & dub plates                                    | Pressure Sounds     | 1976-1978  | CD (o doppio LP) con 16 brani inediti registrati negli studi Black Ark; contiene brani di Augustus Pablo, Junior Byles, Jah Lion, Althea & Donna, The Upsetters e The Fantels.                                                                  |
| 2015 | Lee Perry as The Upsetter                    | Mr Perry I Presume                                                                         | Pressure Sounds     | 1971-1977  | CD (o doppio LP) con 16 brani inediti prodotti da Lee Perry, 14 dei quali registrati negli studi Black Ark; contiene brani di Augustus Pablo, George Faith, The Gatherers, Keith Rowe, The Upsetters e altri.                                   |
| 2021 | Lee Perry & Friends                          | Black Art From The Black Ark                                                               | Pressure Sounds     |            | CD (o doppio LP) con 16 (18 su CD) brani inediti prodotti da Lee Perry registrati negli studi Black Ark; contiene brani di Junior Murvin, Jimmy Riley, Eric Donaldson, Bobby Ellis, Lord Creator, The Upsetters e altri.                        |

## Videografia
| Data | Titolo                    | Etichetta                |
| ---- | ------------------------- | ------------------------ |
| 2000 | Ultimate Alien            | Secret Films             |
| 2002 | The Unlimited Destruction | Music Video Distributors |
| 2003 | Unlimited Alien           | Import                   |
| 2006 | The Ultimate Alien        | Music Video Distributors |
| 2006 | Live in San Francisco     | 2B1                      |
| 2006 | Lee Scratch Perry         | 2B1                      |
| 2008 | Live at the Jazz Cafe     | Dreamcatcher             |